# Lepiochinka (obwód saratowski)
Lepiochinka (ros. Лепёхинка) – wieś (sieło) w Rosji, w obwodzie saratowskim, w rejonie krasnokuckim. W 2010 liczyła 705 mieszkańców.